# Звиняцьківська Зоя Романівна
Зоя Звиняцьківська (нар. 17 травня 1971) — українська журналістка, критик та історик моди.

## Біографія
Зоя Звиняцьківська народилася 17 травня 1971 року у Києві. Закінчила школу із золотою медаллю. Навчалася в Київському художньому інституті за спеціальністю мистецтвознавство. Після отримання диплому стала літературним редактором відділу спорту газети «Всеукраинские ведомости». Через три місяці почала писати для відділу моди, редактором якого була Наталія Ульянкіна.
Коли через півроку Ульянкіна стала редактором журналу «Натали», вона запропонувала Звиняцьківській стати редактором відділу моди. Прийнявши пропозицію, Звиняцьківська залишилась позаштатним автором модної тематики для «Всеукраинских ведомостей». Деякий час одночасно писала для конкуруючих журналів «Натали» та «Ева». З 1995 по 1997 рік вона писала для газети «Дзеркало тижня», а з 1998 по 2001-й — була авторкою газети «День», пишучи під іменем Зоя Колотушкина.
У 1999 році Звиняцьківська отримала нагороду журналу «Ева» в номінації «Журналістський матеріал року» за серію аналітичних публікацій про українську моду. У 2004-му вона працювала в тижневику «Деловая неделя». З 2005 по 2008 рік була головним редактором журналу «ТОР Вещь». У 2009 році стала редактором рубрик «Мода» и «Шопінг» тижневика «ТОП 10». У 2013 році разом з Іванною Коберник та Оксаною Макаренко стала ініціаторкою проекту «Батьківський контроль», створеного для відстеження змісту українських шкільних підручників.